# 생의 철학
생의 철학(독일어: Lebensphilosophie)이란 합리주의에 반기를 들고 그것에 불신 내지 반항하여, 생의 응결(凝結), 생의 경화(硬化)에서 벗어나 어디까지나 싱싱하게 살아 있는 생 자체만을 파악하려는 것이 바로 이 '생의 철학'이라고 할 수 있다. 어떤 의미에서는 모든 철학을 그저 한마디로 '생의 철학'이라 부를 수도 있다. 따라서 '생의 철학'이란 매우 다의적인 의미를 지닌 철학이라 할 수 있다. 그러나 여기서는 다만 협의적인 의미로서의 '생의 철학', 즉 19세기 이후 현대철학의 한 사조로서의 '생의 철학'에 관해서만 언급하고자 한다.
근세철학 사상사 전체를 통해서 볼 때 단연 우위적인 자리를 차지해 온 것은 아무래도 합리주의 사상, 즉 주지주의(主知主義) 사상이었다고 본다. 그러나 그러한 사상의 결과는 마침내 정신적인 면에선 차츰 지나친 사변적(思辨的)인 것이 인간의 심정마저 경화시켜 갔으며, 또한 물질적인 면에선 고도로 성장해 가는 기계와 기술문명이 인간 생명의 고동 소리를 압살(壓殺)해 가는 듯한 느낌마저 주었던 것이다. 조금 더 부연해 본다면 이러한 '생의 철학'은 원래 헤겔을 정점으로 하는 독일 관념론의 이성주의에 대한 비판 내지 반항에서 출발하였다고 할 수 있지만, 그 후 그것은 신(新)칸트 학파와 실증주의의 대립에서 또한 더욱 그 자리를 굳혀 갔던 것이다. 생각건대 신칸트 학파의 비판철학과 실증주의 철학이란 똑같이 반(反)헤겔적이면서도 다만 과학에 대해서만은 유독 매우 긍정적인 태도였다고 본다. 그러나 '생의 철학'에선 이러한 이성주의(理性主義) 내지 과학주의적인 것만으로는 도저히 인간의 살아 있는 진정한 생(Leben)을 파악하기가 매우 곤란하다고 보는 것이었으며, 이리하여 이성주의 내지 비판주의, 실증주의에 매서운 비판을 가하게 되었고, 생에는 로고스적인 면보다 도리어 파토스적인 비합리적인 면이 더욱더 중요한 것임을 강조하게 되었던 것이다.
이와 같은 '생의 철학'의 대표자로서는 보통 딜타이, 짐멜, 베르그송을 들지만 그 밖에 쇼펜하우어를 포함시키기도 하고 또한 니체를 넣기도 하며, 때로는 프래그머티즘의 철학자들마저 부가시키기도 한다. 하지만 여기서는 다만 앞서의 세 철학자에 관해서만 간단히 언급하기로 한다.

## 딜타이
딜타이는 그의 "생을 생 그 자체로부터 이해한다(Das Leben aus ihm selber verstehen)"고 우뚝 내세웠다. 그리고 "생만이 모든 현실이다"라고 주장하는가 하면, 그러면서도 그는 "생이란 본질적으로 역사적(歷史的) 생이다"라고 주장한다. 그는 인간 존재를 단지 표상(表象)하는 존재로서만이 아니라 나아가 의욕하고 정감(情感)하는 존재로서도 파악하였다. 즉 그는 인간의 정신구조를 첫째, 어떤 대상을 파악하는 표상이 가장 기초가 되어 있으나 그 위에다 어떤 대상을 설정하는 의욕이 또한 거기 있으며, 그리고 가장 드높은 자리에는 가치평가하는 감정이 있다고 보았다. 그래서 그는 인간을 표상하며, 의욕하며, 감정을 지니고 있는 '전체적' 인간으로서 추구하고 파악하려 하였던 것이다. 또한 딜타이는 생이 생을 파악하는 방도로서, 체험과 체험의 표현과 그리고 그 표현의 이해 등 세 가지를 들었다. 근원적인 생을 직접적으로 파악하는 활동이라 할 수 있는 체험(Erlebnis)을 '생의 내화(內化)'라 말하였고, 그리고 우리가 어떤 무엇을 체험할 때에 그것을 표현하지 않을 수 없게 되며, 그 표현(Ausdruck)을 '생의 외화(外化)'라고 말하였다. 또한 그는 우리가 어떤 표현을 이해하게끔 될 때 그 이해(Verstehen)를 생의 내적(內的)인 것과 외적(外的)인 것의 통일에서 이루어지는 것이라고 말하였다. 그가 생을 생 자체에서 이해한다고 함은 바로 이와 같은 것이라고 여겨지거니와, 또한 그는 이러한 '생의 철학'을 하나의 '역사적 이성의 비판'이라 칭하기도 하여 '생의 철학'에 있어서 역사적 방법을 매우 중요시한 셈이었다. 이것이 이른바 그의 '해석학적 방법'이다. 즉 그는 어떤 인간의 생이란 그것이 단순한 개인적인 생만을 뜻하는 것이 아니라 역사에 통하여 있는 것이며, 사회적 연관을 지닌 생이라고 하였다. 이와 같이 개인적 존재 이상의 역사적·사회적인 실재로서 생을 철학의 대상으로 여기는 점이 바로 딜타이의 '생의 철학'의 특이한 점이라고 할 수 있다.

## 짐멜
짐멜의 '생의 철학' 사상에는 니체의 "인간이란 초극되어야 할 어떤 것이다"라고 한 말과, 괴테의 "자기를 초극하는 인간만이 자유롭다"라고 한 말이 어딘가 상통하여 존재한다. 그의 철학의 특질을 우선 한마디로 말해 본다면 '생의 자기초월(自己超越, Transzendonz des Lebens ber sich selbst)'이라고 할 수 있는데, 그는 그 생에 있어서 시간성(時間性)을 아주 중요시하였으며, 시간이 생 자체의 구체적인 존재형식이라고까지 말하였다. 그러나 그는 생의 특질이 단순히 끊임없이 생성한다는 점에만 있는 것이 아니라 하였고 항시 그 스스로에 어떤 한계를 부여하고 그것에 개성적인 어떤 형식을 주면서도, 나아가서는 그 형식을 타파하여 그것을 다시금 생의 흐름 속에다 해소하는 데 있는 것이라 하였다. 바꿔 말하면 생이란 한편 현실적으로는 한정된 자기의 형식을 부단히 초월해 가는 그의 이른바 '보다 많은 생(mehr Leben)'이면서 동시에 그 생이란 항시 창조적으로 자기에 어떤 형식을 부여하는 '생 이상의 것(mehr als Leben)'이라는 것이다. 이때 '보다 많은 생'은 쇼펜하우어의 '생의 의지(意志)'를 방불케 하는 것이고, '생 이상의 것'은 니체의 '힘에의 의지'를 연상케 하는 것이다.

## 베르그송
베르그송에 있어서는, 그가 스스로의 철학적 입장을 살아 있는 것을 죽은 것으로 설명하는 유물론이 아니라, 죽은 것을 살아 있는 것으로 설명하는 입장이라고 말하였고, 그 또한 그의 '생의 철학'의 특질을 시간성에다 둔 셈이라고 볼 수 있다. 즉 생이란 끊임없이 생성 발전하는 것이며, 그 자신 지속적이고 시간적인 것이라는 것다. 이러한 생을 파악하는 기능으로서 그는 지성(知性) 대신 '직관(intuition)'의 기능을 매우 중요시하였는데, 이때의 직관이란 어떤 신비적 직관과 같은 것이 결코 아니었으며, 그것은 시간 속에 있어서 '생의 약동(elan vital)'을 그대로 표현한 것이었다.

## 같이 보기
- 황당
- 앙리 베르그손
- 빌헬름 딜타이
- 본질
- 실존
- 실존적 위기
- 빅토르 프랑클
- 독일 관념론
- 피에르 아도
- 한스 요나스
- 쇠렌 키르케고르
- 삶의 의미
- 생기론
- 독일 관념론
- 독일 낭만주의